# Política Europea de Vecindad

Política de Vecindad de la UE:
Unión Europea
Candidatos a la adhesión en la UE
Política de Vecindad

La Política de Vecindad de la Unión Europea (PEV) (en inglés: European Neighbourhood Policy-ENP) es una estrategia comunitaria a través de la cual se busca un estrechamiento de relaciones entre la UE y sus vecinos, principalmente los de la cuenca mediterránea además de algunas exrepúblicas soviéticas. Principalmente se trata de países en desarrollo, algunos de ellos con perspectivas de incorporarse a la Unión Europea.
En 2013, 16 países la integran: Argelia, Armenia, Azerbaiyán, Bielorrusia, Egipto, Georgia, Israel, Jordania, Líbano, Libia, Marruecos, Palestina, Siria, Túnez. De estos, 13 países tienen participación plena, Argelia está negociando su plan de acción y tres (Bielorrusia, Siria y Libia) permanecen fuera de la mayor parte de sus estrategias.
Rusia participa en las actividades de cooperación transfronteriza de la PEV pero no forma parte de dicha política como tal.
La PEV se apoya en planes de desarrollo regionales como la Asociación Oriental, la Unión para el Mediterráneo (EUROMED) y la Sinergia del Mar Negro.

## Objetivos y acciones
Consiste básicamente en el desarrollo de estos países ofreciéndoles asistencia financiera, bien para conseguir que un día puedan convertirse en estados componentes de la Unión Europea o, en el caso de aquellos que no son europeos, para conseguir que su economía quede estrechamente vinculada a la economía comunitaria.
Sus políticas cubren una amplia gama de sectores: empleo, política social, comercio, política industrial, desarrollo agrícola y rural, cambio climático y medioambiente. Incluyen también programas de apoyo en ámbitos como la salud, la educación, la cultura y la juventud.